# Germán Arciniegas

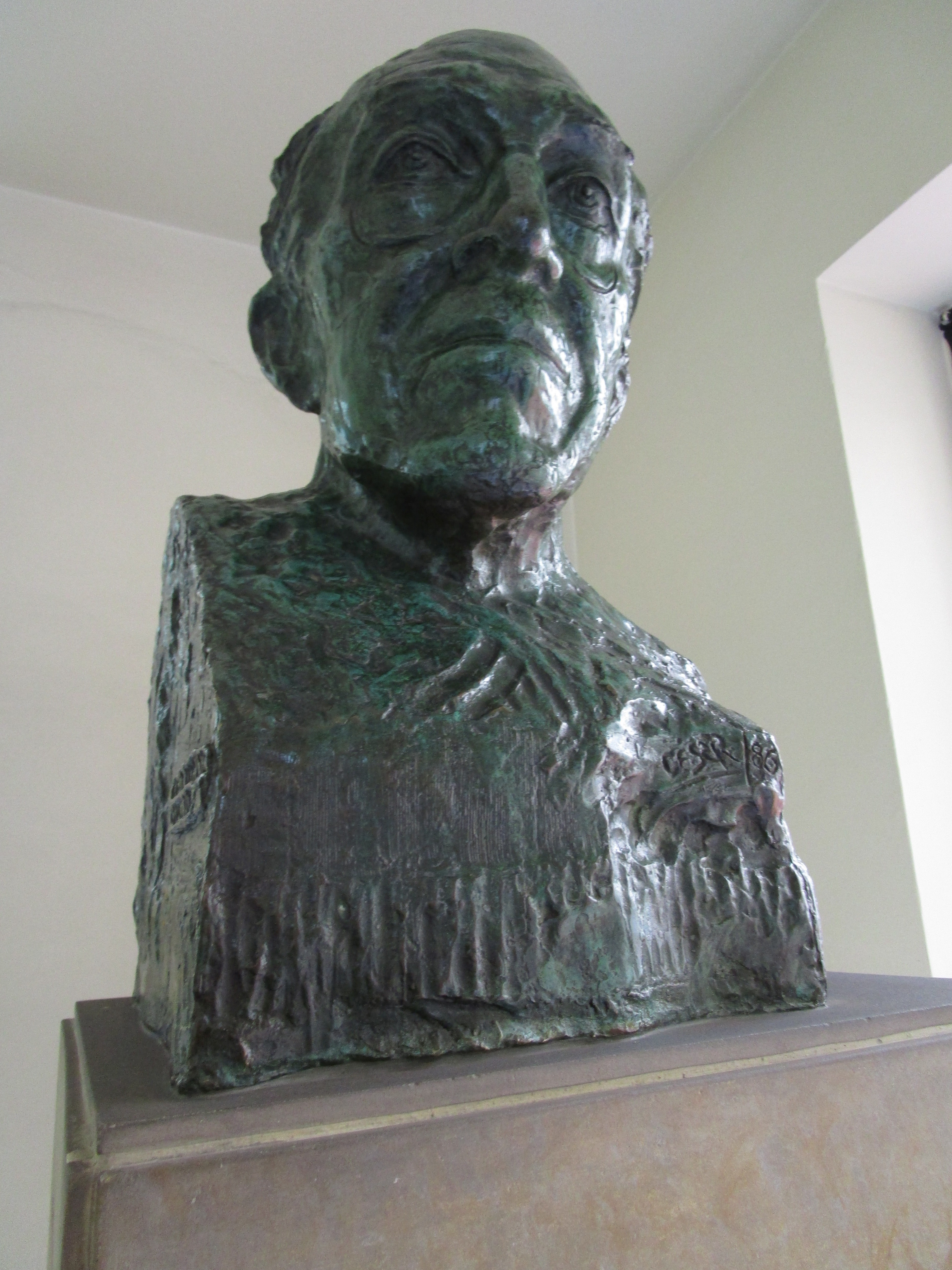
Busto de Germán Arciniegas en la Biblioteca Nacional de Colombia

Germán Arciniegas Angueyra (Bogotá, 6 de diciembre de 1900-ibidem, 30 de noviembre de 1999) fue un ensayista, historiador, diplomático y político colombiano. 
Vinculado desde joven al periodismo, creó y dirigió numerosas revistas culturales. Arciniegas investigó y escribió hasta pocos días antes de su muerte y mantuvo una columna en el periódico El Tiempo de Bogotá, del cual fue además director editorial (1928) y luego director general (1937).
Arciniegas fue también ensayista e historiador. Para él América era una sola desde Alaska hasta la Patagonia, y se dedicó a exaltar a los pensadores, escritores, poetas y científicos de todo ese territorio. Se caracterizó por homenajear a los libertadores de la América hispana: Simón Bolívar, Francisco de Paula Santander y José Martí.
Sin embargo, erróneamente se asocia a este escritor con el boom latinoamericano,[cita requerida] que es muy posterior al inicio de su carrera, por una parte, y que por otra, agrupa a novelistas latinoamericanos —más bien hispanoamericanos porque en países como Brasil este fenómeno no se da— y no incluye a historiadores. A Arciniegas, por su parte, si se trata de incluirlo en algún movimiento, este sería el de los americanistas.

## Biografía
Germán Arciniegas Angueyra fue hijo del hacendado Rafael Arciniegas Tavera y de Aurora Angueyra Figueredo. Quedó huérfano de padre en una edad muy joven, y su madre queda sola con los siete hijos; haciendo malabares para sostener a su familia.

Germán Arciniegas era un pensador abierto, iconoclasta, un libertario. Rebeldía que tal vez le viniera de la herencia de su bisabuelo materno, Perucho Figueredo, quien intentó hacer una revolución antes de Martí pero fue truncado y fusilado sin poder lograrlo, músico, poeta y rebelde, autor de La Bayamesa, el himno nacional cubano, cuya familia fue a su vez la que inventó y cosió la primera bandera cubana, exhibida hoy en el Museo de la Habana. La misma que Candelaria Figueredo, hija de Perucho, salió esgrimiendo por las calles de Bayamo para arengar a las tropas revolucionarias. Dos de las hijas de Perucho Figueredo huyeron a Estados Unidos cuando el padre fue fusilado. Una de ellas, Luz, se casó con un cubano, Basilio Angueyra, ingeniero quien fue llamado a trabajar en Colombia en la construcción de los ferrocarriles junto al ingeniero Francisco Javier Cisneros, y fue allí donde en medio de penurias inimaginables nació Aurora Angueyra Figueredo, la madre del escritor.
Rafael Grillo

### Educación
De acuerdo con Aline Helg, en su obra La educación en Colombia: 1918-1957. Una historia social, económica y política:

[…] recibió su educación primaria en un colegio perteneciente a la Universidad Republicana, institución privada de tendencia liberal, y en el Colegio Pestalozziano de Bogotá, también privado y dirigido por dos alemanas. A continuación, cursó sus estudios secundarios en el Instituto Técnico de la Universidad Republicana, otra institución privada, y luego en la sección de bachillerato de la Escuela Nacional de Comercio. Luego ingresó a la facultad de Derecho de la Universidad Nacional de Colombia de Bogotá.
Aline Helg

### Vida familiar
Germán Arciniegas se casó con Gabriela Vieira y tuvo dos hijas: Aurora y Gabriela. Su nieta Gabriela A Arciniegas también es escritora y poeta.

## Trayectoria

### Periodismo
Entró a estudiar en la facultad de derecho de la Universidad Nacional de Colombia, a los dieciocho años, y para entonces ya había fundado y dirigido dos revistas: Año Quinto (1916) y Voz de la juventud (1917). Siendo estudiante universitario fundaría y dirigiría Universidad. En las tres revistas colaboraron personajes reconocidos como Luis López de Mesa, José Vasconcelos, León de Greiff, así como caricaturistas, dibujantes y pintores como Ricardo Rendón, Alberto Arango y Sergio Trujillo Magnenat. Por Universidad además, el haiku entró a Colombia en la voz de José Juan Tablada, y en general, la literatura mexicana. Esta revista permite que cuando se funda la revista Los Nuevos en 1925, el grupo «Los Nuevos» ya tenga una trayectoria en literatura y en política.
En 1928 se vinculó al diario El Tiempo de Bogotá, en el cual fue director de la sección editorial, jefe de redacción, director del Suplemento Literario de los domingos y columnista. Durante los años 50 colaboró como columnista en periódicos como Sábado. También fundó Ediciones Colombia.

### Activismo estudiantil
Con la ayuda de Carlos Pellicer fundó la Federación de Estudiantes colombiana, influenciada por el Ateneo de la Juventud Mexicana y por la Reforma Universitaria de 1918 (Córdoba, Argentina). Su activismo estudiantil obtuvo sus frutos en 1934 cuando Alfonso López Pumarejo subió a la Presidencia de Colombia, como segundo presidente liberal después de cuarenta y cuatro años de Hegemonía Conservadora y echando a andar la famosa Revolución en Marcha, gracias a la cual se pasó un proyecto de ley con una reforma universitaria en 1933, que daba a los estudiantes la capacidad de elegir a los rectores, el derecho de recibir una educación de calidad y la posibilidad de tener un representante a la Cámara que abogara por sus necesidades.
Siendo aún joven, fundó la Federación de Estudiantes de Colombia, con lo cual tenía la idea de prestar a estudiantes de toda América una Residencia Estudiantil y vincularlos por medio de «Festivales de Primavera». Como fue siempre americanista, estos festivales se celebraron en septiembre, que es cuando viene la primavera en el hemisferio sur. Para él la figura del estudiante era el eje de todos los movimientos históricos, políticos, intelectuales, de toda la historia del mundo, y fue lo que plasmó en su primer libro El estudiante de la mesa redonda, en que habla de la Historia como «una taberna» y de los personajes que la mueven como estudiantes que se sientan todos en una sola mesa, a beber y a rememorar sus hazañas y a reírse de ellas con todos los demás. Fue Representante a la Cámara como vocero de los estudiantes, y desde dicho cargo presionó para que se hicieran reformas educativas en favor de estos.

### Política
El presidente Eduardo Santos lo nombró ministro de Educación, cargo que ocupó entre 1941-1942 y nuevamente  en los años 1945-1946 bajo el mandato del Presidente Alberto Lleras Camargo.
Como Ministro de Educación (1942-1946), fundó el Instituto Caro y Cuervo, el Museo de arte Colonial de Bogotá, y trasladó el Museo Nacional de Colombia al edificio donde descansa hoy, que era entonces la cárcel del Panóptico.
En 1946 con la llegada de los conservadores al poder, su vida fue amenazada y se vio obligado a exiliarse con su familia en Estados Unidos, aprovechando que le habían ofrecido un puesto como docente en la Universidad de Columbia. Fue entonces cuando escribió uno de sus libros más importantes, así como más censurados y prohibidos: Entre la libertad y el miedo (1952).
Como vicecónsul de Colombia en Londres (1929), como canciller de la Embajada de Colombia en Argentina (1940), como Embajador de Colombia ante los gobiernos de Italia (1959), Israel (1962), Venezuela (1967), y la Santa Sede (1976), su principal preocupación fue abogar por la cultura y las artes americanas. Durante 1980 estuvo en Guatemala como representante de la cultura letrada colombiana en la Semana Cultural Colombo-Guatemalteca, junto a Rogelio Echavarría, Antonio Cacua Prada.
Corrían los años de la dictadura del general colombiano Gustavo Rojas Pinilla, y este, que llegó a llamarlo hasta de comunista, dio el mandato de quemar todos los libros de Arciniegas.

### Docencia
En diversas fases de su vida fue profesor universitario en Colombia (entre ellas en la Universidad Libre (Colombia) la materia de Sociología), decano de la Facultad de Filosofía y Letras de la Universidad de los Andes y profesor en la Universidad de Columbia en Nueva York.
En cuanto a la mujer, Arciniegas quiso crear universidades en que estas pudieran estudiar carreras que les sirvieran para su vida, ya fuera marital o profesional, para lo cual fundó el Colegio Mayor de Cundinamarca y ayudó a fundar el Colegio Mayor de Antioquia.

### Gestión cultural
La fundación y dirección de revistas culturales es una constante de Arciniegas durante toda su vida. Estas recogieron lo más destacado del pensamiento latinoamericano —y universal— y la literatura del siglo xx: Revista de las Indias (1939), Revista de América (1945), Cuadernos (1953). En ellas publicaron personajes de la talla de Horacio Quiroga, Mariano Picón Salas, Uslar Pietri, Carlos Pellicer, Macedonio Fernández. Es célebre entre ellas su última revista, Correo de los Andes en que escribieron grandes columnistas y participaron importantes artistas plásticos de todo el mundo.
Admirador de las artes plásticas, fue amigo cercano del pintor colombiano Fernando Botero, de Margarita Lozano y de Teyé, entre otros. Como lector empedernido amante de las letras, compartió con Jorge Luis Borges, Carlos Pellicer, Arturo Uslar Pietri, Vargas Llosa, entre otros; y se carteó con Stefan Zweig durante los dos últimos años de vida de este. 
Fue Presidente de la Academia Colombiana de Historia, miembro de Número de la Academia Colombiana de la Lengua y de la Sociedad Bolivariana de Colombia. Presidente de la Comisión Nacional para la Celebración del Quinto Centenario del Descubrimiento de América; cargo que, sin embargo, terminó ocupando la primera dama de la Nación de la época, Ana Milena Muñoz de Gaviria.

## Obra
La obra publicada de Arciniegas alcanzó sesenta y ocho libros en total, en los que se paseó por el ensayo, los artículos, la crónica, la novela —aunque no escribió sino una en su vida: En medio del camino de la vida—, e incluso el teatro, aunque de este aspecto se conoce solo un libro: El libertador y la guerrillera. En cuanto a temas, prácticamente escribió sobre todo: la vida cotidiana, los animales, la política, la pintura, la música, su propia vida, temas históricos, literatura, ciencia.
Su obra se caracteriza por cuestionar siempre la historia oficial de América y del mundo, por su sentido del humor frente a hechos representativos de esta. Entre sus libros sobresale Biografía del Caribe (1945), Bolívar y la Revolución (1984), El continente de los siete colores (1970). En este último, Arciniegas logra analizar de manera brillante el fenómeno del mestizaje y la creación de un continente como un crisol de culturas y razas. También hay que hablar de El Caballero de El Dorado (1969), donde compara a Gonzalo Jiménez de Quesada con El Quijote de Cervantes.
En Entre la libertad y el miedo, una obra publicada y reeditada en México e ilustrada por el dibujante Enrique Sobisch, y que se editó muchas veces antes de permitírsele ver la luz en Colombia, debido a la censura que se había levantado en su propia patria en torno al nombre y a las ideas arcinieguistas, analizaba un momento crítico para Hispanoamérica, la coincidencia en que siete dictadores ocupaban el poder en diferentes países. La publicación y la traducción de su libro fueron prohibidas en al menos diez países, incluyendo Colombia.
Mención especial merece su novela histórica El mundo de la bella Simonetta dedicado a Simonetta Vespucci, esposa de Marco Vespucci de Florencia, familiar de Amerigo Vespucci y modelo de Sandro Botticelli, entre otros, en su cuadro El nacimiento de Venus y en casi toda su obra. Su libro es una alegoría a esta pintura que es una imagen del Mediterráneo y del Renacimiento y cuya elaboración coincidió con el año del descubrimiento de América, o como él mismo dice, para ser más exactos, del Mar Caribe. El libro, sin embargo, no es célebre por esto. La vida de Simonnetta es en realidad un misterio, pues ella en sí no dejó mucho testimonio de ella. Lo que de ella se conoce es gracias a quienes la retrataron y quienes la amaron. Pero lo interesante es lo que se teje en el círculo en que ella vive: la Florencia renacentista. Los adolescentes Leonardo Da Vinci y Sandro Botticelli, los truculentos Médici, el joven Vespucci. El libro es una mezcla entre historia y novela policiaca, con el acostumbrado sentido del humor arcinieguista y la asombrosa hondura analítica e investigativa que es común en todas sus obras.
Obras publicadas
Entre sus títulos publicados que destacan los siguientes:
- El estudiante de la mesa redonda, Madrid: Juan Pueyo, 1932. 248 pp.
- América tierra firme, Sociología. Santiago de Chile: Ercilla, 1937. 235 pp.
- Los comuneros, Bogotá: Editorial ABC, 1938. 402 pp.
- Biografía del Caribe, Buenos Aires: Editorial Sudamericana, 1945. 531 pp.
- Este pueblo de América, 1945.
- Entre la libertad y el miedo, México: Editorial Cultura (Cuadernos Americanos), 1952. 362 pp.
- Amerigo y el Nuevo Mundo, 1955.
- Italia, guía para vagabundos, 1958.
- América mágica. Los hombres y los meses, Buenos Aires: Editorial Sudamericana, 1959. 317 pp.
- América mágica. Las mujeres y las horas, Buenos Aires: Editorial Sudamericana, 1961. 253 pp.
- El mundo de la bella Simonetta, Buenos Aires: Editorial Sudamericana, 1962. 185 pp.
- El continente de los siete colores. Historia de la cultura en América Latina, Buenos Aires: Editorial Sudamericana, 1965. 715 pp.
- Nueva imagen del Caribe, Buenos Aires: Editorial Sudamericana, 1970. 457 pp.
- Roma secretísima, Madrid: Anaya, 1972. 194 pp.
- América en Europa, 1975.
- Simón Bolívar, Edición de Arte, Roma: TREC - Edizioni Pregiate, 1980. Monumental obra (50 x 50 cm).
- Bolívar, el hombre de la gloria, Bogotá: Ediciones Tercer Mundo, 1983. 142 pp.
- Bolívar y la revolución. Editorial Planeta, Bogotá. 1984.
- El embajador: vida de Guido Antonio, tío de Amerigo Vespucci, 1990.

## Reconocimientos
Entre los premios y condecoraciones que recibió durante su vida se destacan: el Premio Alberdi-Sarmiento, el Premio Dag Hammarskjöld Inspiration, la Ordine al Mérito de Italia, el Premio Maria Moors Cabot de Periodismo, la Fundación Americas Foundation le otorgó el título de «Hombre de las Américas», el Premio Aplauso, el Premio Internacional Alfonso Reyes de México, el Premio Gabriela Mistral a la Cultura de Calidad de Chile y el Premio Andrés Bello de Venezuela. El 25 de enero de 1949, fue nombrado miembro honorario de la Academia Mexicana de la Lengua. El 27 de junio de 1984 recibió el título de doctor honoris causa  por parte de la Facultad de Humanidades y Educación de la Universidad Nacional Pedro Henríquez Ureña (UNPHU).